# Kajakarstwo na Letnich Igrzyskach Olimpijskich 1952 – K-1 500 m kobiet
Zawody w kajakarstwie klasycznym (K1) na dystansie 500 m kobiet na Letnich Igrzyskach Olimpijskich 1952 zostały rozegrane 28 lipca. W zawodach wzięło udział 13 zawodniczek z 13 państw. Zawody składały się z eliminacji i finału.

## Rezultaty

### Eliminacje
| Poz. | Zawodniczka       | Reprezentacja | Czas   | Uwagi |
| ---- | ----------------- | ------------- | ------ | ----- |
| 1    | Sylvi Saimo       | Finlandia     | 2:20.1 | Q     |
| 2    | Gertrude Liebhart | Austria       | 2:20.6 | Q     |
| 3    | Cecilia Hartmann  | Węgry         | 2:23.8 | Q     |
| 4    | Eva Marion        | Francja       | 2:24.8 |       |
| 5    | Anna-Lisa Ohlsson | Szwecja       | 2:28.3 |       |

| Poz. | Zawodniczka      | Reprezentacja   | Czas   | Uwagi |
| ---- | ---------------- | --------------- | ------ | ----- |
| 1    | Nina Sawina      | ZSRR            | 2:22.1 | Q     |
| 2    | Bodil Svendsen   | Dania           | 2:24.9 | Q     |
| 3    | Marta Kroutilová | Czechosłowacja  | 2:27.1 | Q     |
| 4    | Shirley Ascott   | Wielka Brytania | 2:34.4 |       |

Wyścig 3
| Poz. | Zawodniczka                | Reprezentacja     | Czas   | Uwagi |
| ---- | -------------------------- | ----------------- | ------ | ----- |
| 1    | Lida van der Anker-Doedens | Holandia          | 2:24.4 | Q     |
| 2    | Josefa Köster              | Niemcy            | 2:26.2 | Q     |
| 3    | Therese Zenz               | Protektorat Saary | 2:26.9 | Q     |
| 4    | Elisa Sidler               | Szwajcaria        | 2:43.1 |       |

### Finał
| Poz. | Zawodniczka                | Reprezentacja     | Czas   |
| ---- | -------------------------- | ----------------- | ------ |
|      | Sylvi Saimo                | Finlandia         | 2:18.4 |
|      | Gertrude Liebhart          | Austria           | 2:18.8 |
|      | Nina Sawina                | ZSRR              | 2:21.6 |
| 4    | Lida van der Anker-Doedens | Holandia          | 2:22.3 |
| 5    | Bodil Svendsen             | Dania             | 2:22.7 |
| 6    | Cecilia Hartmann           | Węgry             | 2:23.0 |
| 7    | Marta Kroutilová           | Czechosłowacja    | 2:23.8 |
| 8    | Josefa Köster              | Niemcy            | 2:25.9 |
| 9    | Therese Zenz               | Protektorat Saary | 2:27.9 |